# Królestwo (powieść Szczepana Twardocha)
Królestwo – powieść Szczepana Twardocha z 2018 roku, kontynuacja Króla. W 2019 znalazła się w finale Nagrody Literackiej „Nike”.

## Fabuła
Powieść kontynuuje fabułę Króla, dzieli się na rozdziały, których narratorami są na zmianę Ryfka i Dawid, a w ostatnim także Emilia. Wszyscy opowiadają z perspektywy czasu określanego przysłówkiem wteraz, tzn. niemożliwego do zdefiniowania jako wtedy ani teraz:

Tego również nigdy nie wiedziałam, ani wtedy, ani później, dopiero wteraz wiem, w szarości.

Jeśli więc inni istnieli, tak samo jak ja efemerycznie istniałam, to może istnieją dalej, w tej szarej, czystej myślącej się myśli, w tym wteraz-nigdy-zawsze, w którym spoczywam i się myślę, i swoje życie myślę bardziej, niż myślałam je za życia? (…)

Nie widzę, bo nie mam oczu, tak jak nie mam uszu, dłoni, języka ani nosa, nie mam nic poza myślą, więc nie tylko nie widzę, ale nie czuję ani nie doświadczam w żaden inny sposób, samotność doskonała.

## Bohaterowie
- Jakub Szapiro – Żyd, były rzezimieszek, plutonowy Wojska Polskiego, potem żydowski policjant
- Dawid Szapiro – syn Jakuba
- Ryfka Kij – Żydówka, była prostytutka, kochanka i opiekunka Jakuba
- Emilia Szapiro – żona Jakuba
- Daniel Szapiro – syn Jakuba, brat bliźniak Dawida
- Anna Ziembińska – Polka, kochanka Jakuba
- Adolf Miecznicki (Gutlejzer) – zasymilowany Żyd, mecenas, szef kancelarii adwokackiej pod swoim imieniem; kwatermistrz kapitan w oddziale Jakuba
- Jorg (Jurek) Konopka – dezerter z Wehrmachtu, Polak ze Śląska, górnik z Pilchowic
- Miron Maslanczuk – ukraiński rolnik z oddziału Konopki
- Hela Warm i Lejb Passenstein – przyjaciele Dawida ze szmuglu